# Lista de governadores de Mato Grosso do Sul
Esta lista de governadores do estado de Mato Grosso do Sul compreende todas as pessoas que exerceram o cargo na história de Mato Grosso do Sul ou que, tendo sido eleitos, não exerceram o mandato por morte ou impedimento, desde a  sua instalação oficial, em 1 de janeiro de 1979. O estado foi criado pela Lei Complementar nº 31, sancionada em 11 de outubro de 1977.
As cores indicam a forma como cada governador foi eleito, sendo os governadores eleitos por sufrágio direto, governadores que chegaram ao governo pela linha sucessória (por exemplo, quando um vice-governador assume o cargo de governador, ou quando um presidente da Assembleia Legislativa assume o governo caso não haja um vice-governador), e governadores eleitos por sufrágio indireto ou empossados através de movimentos revolucionários, incluindo aqueles que assumiram na qualidade de substitutos legais não eleitos diretamente.
O atual governador de Mato Grosso do Sul é Eduardo Riedel, eleito em 30 de outubro de 2022 e empossado no cargo em 1º de janeiro de 2023.

## Lista
| Nº                                                                              | Governador                                   | Governador     | Período do mandato (duração do mandato)                                    | Partido                                          | Vice-governador(es)                      | Referências e notas    | Eleição |
| ------------------------------------------------------------------------------- | -------------------------------------------- | -------------- | -------------------------------------------------------------------------- | ------------------------------------------------ | ---------------------------------------- | ---------------------- | ------- |
| Ditadura Militar (1 de abril de 1964 a 15 de março de 1985: 21 anos de duração) |                                              |                |                                                                            |                                                  |                                          |                        |         |
| 1                                                                               | Harry Amorim Costa                           |                | 1º de janeiro de 1979 até 12 de junho de 1979 (5 meses e 11 dias)          | Aliança Renovadora Nacional ARENA                | cargo inexistente                        | [ 2 ] [ 3 ]            | -       |
| -                                                                               | Londres Machado                              |                | 12 de junho de 1979 até 30 de junho de 1979 (17 dias)                      | Aliança Renovadora Nacional ARENA                | cargo inexistente                        | [ 4 ]                  | -       |
| 2                                                                               | Marcelo Miranda                              |                | 30 de junho de 1979 até 28 de outubro de 1980 (1 ano, 3 meses e 28 dias)   | Partido Democrático Social PDS                   | cargo inexistente                        | [ 2 ] [ 5 ] [ 6 ]      | -       |
| -                                                                               | Londres Machado                              |                | 28 de outubro de 1980 até 7 de novembro de 1980 (10 dias)                  | Partido Democrático Social PDS                   | cargo inexistente                        | [ 4 ]                  | -       |
| 3                                                                               | Pedro Pedrossian                             |                | 7 de novembro de 1980 até 15 de março de 1983 (2 anos, 4 meses e 1 semana) | Partido Democrático Social PDS                   | cargo inexistente                        | [ 2 ] [ 7 ] [ 8 ]      | -       |
| Sexta República Brasileira(15 de março de 1985 à atualidade)                    |                                              |                |                                                                            |                                                  |                                          |                        |         |
| 4                                                                               | Wilson Barbosa Martins                       |                | 15 de março de 1983 até 14 de maio de 1986 (3 anos, 1 mês e 29 dias)       | Partido do Movimento Democrático Brasileiro PMDB | Ramez Tebet                              | [ 2 ] [ 9 ] [ 10 ]     | 1982    |
| 5                                                                               | Ramez Tebet                                  |                | 14 de maio de 1986 até 15 de março de 1987 (10 meses)                      | Partido do Movimento Democrático Brasileiro PMDB | nenhum                                   | [ 2 ] [ 11 ]           | -       |
| 6                                                                               | Marcelo Miranda                              |                | 15 de março de 1987 até 15 de março de 1991 (4 anos)                       | Partido do Movimento Democrático Brasileiro PMDB | George Takimoto                          | [ 2 ] [ 6 ]            | 1986    |
| 7                                                                               | Pedro Pedrossian                             |                | 15 de março de 1991 até 1º de janeiro de 1995 (3 anos, 9 meses e 16 dias)  | Partido Trabalhista Brasileiro PTB               | Ary Rigo                                 | [ 2 ] [ 7 ]            | 1990    |
| 8                                                                               | Wilson Barbosa Martins                       |                | 1º de janeiro de 1995 até 1º de janeiro de 1999 (4 anos)                   | Partido do Movimento Democrático Brasileiro PMDB | Braz Melo (1995-1996) Nenhum (1996-1998) | [ nota 1 ] [ 2 ] [ 9 ] | 1994    |
| 9                                                                               | José Orcírio Miranda dos Santos (Zeca do PT) |                | 1º de janeiro de 1999 até 1º de janeiro de 2007 (8 anos)                   | Partido dos Trabalhadores PT                     | Moacir Kohl                              | [ 2 ] [ 12 ]           | 1998    |
| 9                                                                               | José Orcírio Miranda dos Santos (Zeca do PT) | Egon Krakheche | 1º de janeiro de 1999 até 1º de janeiro de 2007 (8 anos)                   | Partido dos Trabalhadores PT                     | 2002                                     | [ 2 ] [ 12 ]           |         |
| 10                                                                              | André Puccinelli                             |                | 1º de janeiro de 2007 até 1º de janeiro de 2015 (8 anos)                   | Partido do Movimento Democrático Brasileiro PMDB | Murilo Zauith                            | [ 2 ] [ 13 ] [ 14 ]    | 2006    |
| 10                                                                              | André Puccinelli                             | Simone Tebet   | 1º de janeiro de 2007 até 1º de janeiro de 2015 (8 anos)                   | Partido do Movimento Democrático Brasileiro PMDB | 2010                                     | [ 2 ] [ 13 ] [ 14 ]    |         |
| 11                                                                              | Reinaldo Azambuja                            |                | 1º de janeiro de 2015 até 1° de janeiro de 2023 (8 anos)                   | Partido da Social Democracia Brasileira PSDB     | Rose Modesto                             | .                      | 2014    |
| 11                                                                              | Reinaldo Azambuja                            | Murilo Zauith  | 1º de janeiro de 2015 até 1° de janeiro de 2023 (8 anos)                   | Partido da Social Democracia Brasileira PSDB     | 2018                                     | .                      |         |
| 12                                                                              | Eduardo Riedel                               |                | 1º de janeiro de 2023 até atualidade (2 anos e 114 dias até o momento)     | Partido da Social Democracia Brasileira PSDB     | José Carlos Barbosa                      | [ 17 ] [ 18 ] [ 19 ]   | 2022    |

## Ex-governadores vivos
Atualmente, 5 ex-governadores estão vivos:
- Marcelo Miranda, 2º e 6º governador, nascido em 1938
- Zeca do PT, 9º governador, nascido em 1950
- André Puccinelli, 10º governador, nascido em 1948
- Reinaldo Azambuja, 11° governador, nascido em 1963

Além destes, o ex-governador interino e deputado estadual, Londres Machado, está vivo aos 82 anos.